# Trochosa papakula
Trochosa papakula là một loài nhện trong họ Lycosidae.
Loài này thuộc chi Trochosa. Trochosa papakula được Embrik Strand miêu tả năm 1911.